# Región de Iffou
Iffou es una de las treinta y una regiones de Costa de Marfil. En mayo de 2014 tenía una población censada de 311 642 habitantes. Está formada por los siguientes departamentos, que se muestran igualmente con población de mayo de 2014:
- Daoukro 159,085
- M'Bahiakro 79,768
- Prikro 72,789[1]